# Coleophora achilleae
Coleophora achilleae là một loài bướm đêm thuộc họ Coleophoridae. Nó được tìm thấy ở Hy Lạp.
Ấu trùng ăn Achillea umbellata. Chúng ăn lá nơi chúng làm tổ.